# Карбід кремнію
Карбі́д кре́мнію, також карбору́нд — бінарна неорганічна сполука кремнію з вуглецем.

## Загальний опис
Хімічна формула SiC. У природі зустрічається у вигляді надзвичайно рідкісного мінералу — муассаніту. Порошок карбіду кремнію був отриманий в 1893 році. Використовується як абразив, напівпровідник, штучний дорогоцінний камінь.
Існує приблизно 250 кристалічних форм карбіду кремнію.
Поліморфізм SiC характеризується великою кількістю схожих кристалічних структур, які називають політипами.
Вони є варіаціями однієї й тієї ж хімічної сполуки, які ідентичні у двох вимірах, але відрізняються у третьому. Таким чином, їх можна розглядати як шари, складені стовпчиком у певній послідовності.

## Структура

Структури основних політипів SiC
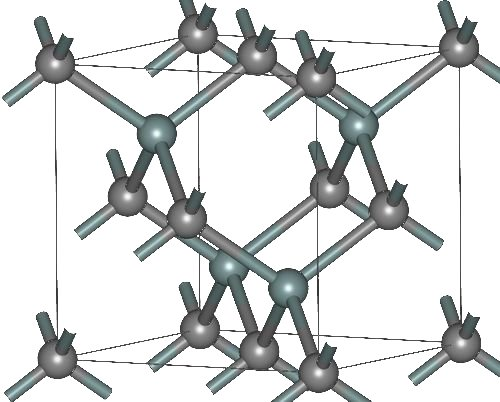
(β)3C-SiC
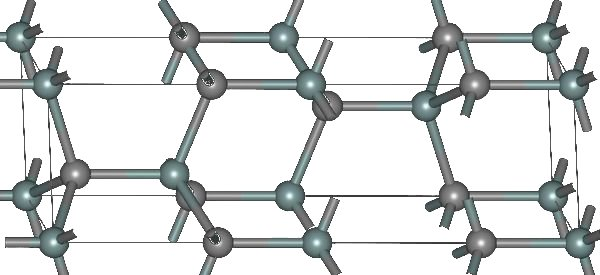
4H-SiC
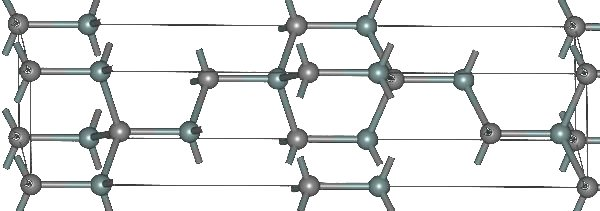
(α)6H-SiC